# 迪利亞 (密蘇里州)
迪利亞（英語：Dillia）是位於美國密蘇里州歐扎克縣的鬼鎮。

## 歷史
迪利亞的郵局於1891年設立，其後於1912年停運。

## 地理
迪利亞所處的海拔為高於海平面207米（即679英呎），而該地所採用的時區為UTC-6，即北美中部時區（CST）。同時該地設有夏令時間，為UTC-6調快一小時，即UTC-5（CDT）。